# NGC 5301
NGC 5301 est une galaxie spirale (barrée ?) vue par la tranche et située dans la constellation des Chiens de chasse. Sa vitesse par rapport au fond diffus cosmologique est de 1 675 ± 12 km/s, ce qui correspond à une distance de Hubble de 24,7 ± 1,7 Mpc (∼80,6 millions d'al). NGC 5301 a été découverte par l'astronome germano-britannique William Herschel en 1787.
La classe de luminosité de NGC 5301 est II-III et elle présente une large raie HI. NGC 5301 est une galaxie du champ, c'est-à-dire qu'elle n'appartient pas à un amas ou un groupe et qu'elle est donc gravitationnellement isolée.
À ce jour, 13 mesures non basées sur le décalage vers le rouge (redshift) donnent une distance de 22,300 ± 2,348 Mpc (∼72,7 millions d'al), ce qui est à l'intérieur des valeurs de la distance de Hubble. Puisque cette galaxie est relativement rapprochée du Groupe local, cette distance est peut-être plus près de sa distance réelle que la distance de Hubble. Notons que c'est avec la valeur moyenne des mesures indépendantes, lorsqu'elles existent, que la base de données NASA/IPAC calcule le diamètre d'une galaxie.

## Supernova
La supernova SN 2009at a été découverte dans NGC 5301 le 11 mars 2009 par l'astronome japonais Toshihide Noguchi. Cette supernova était de type II.